# Djalma Dias
Djalma Dias, właśc. Djalma Pereira Dias Júnior (ur. 21 sierpnia 1939 w Rio de Janeiro, zm. 1 maja 1990 w Rio de Janeiro) – brazylijski piłkarz, występujący na pozycji środkowego obrońcy.

## Kariera klubowa
Karierę piłkarską Djalma Dias rozpoczął w klubie Américe Rio de Janeiro w 1959 roku. Z Américą zdobył mistrzostwo stanu Rio de Janeiro – Campeonato Carioca w 1960 roku. W latach 1962–1967 występował w SE Palmeiras. Z Palmeiras dwukrotnie zdobył mistrzostwo stanu São Paulo – Campeonato Paulista w 1963 i 1966 oraz Taça Brasil w 1967 roku.
W latach 1968–1969 Djalma Dias ponownie występował w Clube Atlético Mineiro. W latach 1969–1970 występował w Santosie FC, z którym zdobył mistrzostwo stanu São Paulo w 1969 roku. Ostatnim klubem w karierze Djalmy Diasa było Botafogo FR, w którym występował w latach 1970–1974. W barwach Botafogo 2 września 1971 w wygranym 1-0 meczu wyjazdowym ze Sportem Recife Djalma Dias zadebiutował w nowo utworzonej lidze brazylijskiej. Ostatni raz w lidze zagrał 19 grudnia 1971 roku w przegranym 0-1 meczu z Atlético Mineiro.

## Kariera reprezentacyjna
W reprezentacji Brazylii Djalma Dias zadebiutował 12 maja 1962 w wygranym 2-1 towarzyskim meczu z reprezentacją Walii. Ostatni raz w reprezentacji Djalma Dias wystąpił 31 sierpnia 1969 w wygranym 1-0 towarzyskim meczu z reprezentacją Paragwaju w eliminacjach Mistrzostw Świata 1970. W reprezentacji Brazylii wystąpił w 21 meczach.